# Jean Bernard Jauréguiberry
Jean Bernard Jauréguiberry (phát âm tiếng Pháp: [bɛʁnaʁ ʒoʁeɡibeʁi]; ngày 26 tháng 8 năm 1815 – ngày 21 tháng 10 năm 1887) là sĩ quan hải quân, phó đô đốc và chính khách người Pháp.

## Tiểu sử

### Thân thế và binh nghiệp
Quê quán ở Bayonne, Jauréguiberry gia nhập Hải quân Pháp năm 1831. Ông trở thành trung úy năm 1845, hải quân trung tá năm 1856 và thuyền trưởng năm 1860. Từng hoạt động chiến sự tại bán đảo Krym và Trung Quốc từ năm 1855 đến năm 1858. Cũng có lúc ông được chính phủ Pháp phái sang Đông Dương làm Quyền Thống đốc Nam Kỳ trong khoảng thời gian ngắn từ tháng 3 năm 1859 cho đến tháng 4 năm 1860. Ít lâu sau, ông sang Tây Phi nhậm chức thống đốc thuộc địa Sénégal vào tháng 10 năm 1861 cho đến ngày 13 tháng 5 năm 1863 thì trở về Pháp lần lượt nắm quyền chỉ huy các khinh hạm bọc thép Normandy (1863–1865) và Revanche (1867). Năm 1869, Bộ Hải quân quyết định thăng cấp chuẩn đô đốc cho ông.
Ông từng tham gia chiến tranh Krym trên cương vị là chỉ huy pháo hạm Grenade, nổi bật khi tiến quân đánh chiếm Kinburn vào ngày 17 tháng 10 năm 1855. Quân đội hai lần tuyên dương tên tuổi ông vì có công thực hiện các quân lệnh trong ngày.
Jauréguiberry còn tác chiến trên đất liền trong phần thứ hai của cuộc chiến tranh Pháp–Phổ với cấp bậc tướng phụ trợ sư đoàn. Ông góp mặt tại các trận đánh với quân Phổ ở Coulmiers, Villepion và Loigny-Poupry, làm tư lệnh sư đoàn, và trong cuộc rút lui ngang qua thành phố Le Mans của Tướng Chanzy và trận giáp chiến tại nơi đây lúc đang chỉ huy quân đoàn.

### Sự nghiệp hải quân sau này
Jauréguiberry từng là một trong những sĩ quan hải quân Pháp xuất sắc nhất trong các chiến dịch quân sự thời kỳ đó. Ngày 9 tháng 12 năm 1871, Bộ Hải quân tấn phong ông làm phó đô đốc kiêm nắm quyền chỉ huy hạm đội tại Toulon; năm 1875, ông là thành viên của hội đồng đô đốc; và vào tháng 10 năm 1876, ông được bổ nhiệm hạm trưởng hải đội tiên phong ở Địa Trung Hải.
Tháng 2 năm 1879, ông trở thành Bộ trưởng Bộ Hải quân trong nội các Waddington, và vào ngày 27 tháng 5 sau đó được bầu làm thượng nghị sĩ suốt đời. Ông lại làm Bộ trưởng Bộ Hải quân trong nội các Freycinet vào năm 1880. Jaureguiberry qua đời tại thủ đô Paris vào tháng 10 năm 1887 và được gia đình chôn cất tại Nghĩa trang Montparnasse.

## Di sản
Hai tàu chiến Pháp được đặt tên nhằm vinh danh đô đốc là chiếc thiết giáp hạm tiền-dreadnought Jauréguiberry, phục vụ từ năm 1897 đến năm 1919, và hạm đội hộ tống (tàu khu trục lớp T 53) Jauréguiberry, phục vụ từ năm 1958 đến năm 1977.